# Catherine Cesarsky
Catherine Jeanne Cesarsky, född 24 februari 1943 i Ambazac, är en fransk astronom boende i Tyskland, känd för forskningsinsatser inom flera områden av astrofysiken. Cesarsky är utbildad i fysik vid Buenos Aires universitet och tog sedan sin Ph.D. 1971 vid Harvard University. Hon inledde därefter sin akademiska karriär vid California Institute of Technology.
Hon var chef för Europeiska sydobservatoriet 1999 till 2007 och var ordförande för Internationella astronomiska unionen 2006 till 2009.
Cesarsky är invald i flera vetenskapsakademier, bland annat som Foreign Associate i National Academy of Sciences i USA och utländsk ledamot av Kungliga Vetenskapsakademien (2005) och Royal Society i London. 

## Utmärkelser etc
- Mottagare av 1998 COSPAR Space Sciences Award.[21]
- Chevalier de l'Ordre National du Mérite (1989)
- Chevalier de la Légion d'Honneur (1994)
- Officier de l'Ordre national du Mérite (1999).[22]
- Officier de la Légion d'Honneur (2004).[23]
- Commandeur de l'Ordre national du Mérite
- Commandeur de la Légion d'Honneur (2011)
- Medlem av French Academy des Sciences
- Medlem av Academia Europaea
- Medlem av International Academy of Astronautics
- Foreign Associate of the National Academy of Sciences of the United States of America
- Foreign Member of the Royal Swedish Academy of Sciences
- Foreign Member of the Royal Society of London
- Prix Jules Janssen of the French Astronomical Society
- 2010 Doctorate Honoris Causa University of Geneva